# یواس‌اس استرن چیف (آی‌دی-۳۳۹۰)
یواس‌اس استرن چیف (آی‌دی-۳۳۹۰) (به انگلیسی: USS Eastern Chief (ID-3390)) یک کشتی بود که طول آن ۳۵۸ فوت (۱۰۹ متر) بود. این کشتی در سال ۱۹۱۷ ساخته شد.